# Brachycyttara
Brachycyttara là một chi bướm đêm thuộc họ Erebidae.

## Các loài
- Brachycyttara crypsipyrrha Turner, 1933